# 朱一龍 (萬曆進士)
朱一龍（？—？），號虞言，湖廣承天府景陵縣（今屬湖北省天門市）人，明朝政治人物。

## 生平
萬曆十六年（1588年）戊子科湖廣鄉試舉人。萬曆二十年（1592年），登壬辰科三甲第一百二十七名進士，兵部觀政，二十三年授蘇州府推官，二十九年補吏部主事，三十年升员外郎，三十一年調吏部騐封司員外郎，本年养病，卒。

## 家族
曾祖父朱貴；祖父朱相；父親朱之屏。